# لوئیس ساسلافسکی
لوئیس ساسلافسکی (اسپانیایی: Luis Saslavsky‎؛ ‏ ۲۱ آوریل ۱۹۰۳ – ۲۰ مارس ۱۹۹۵) کارگردان فیلم و فیلم‌نامه‌نویس اهل آرژانتین بود.
از فیلم‌ها یا مجموعه‌های تلویزیونی که وی در آن‌ها نقش داشته‌است، می‌توان به شبح‌بانو اشاره نمود.